# Larinae
Cet article possède des paronymes, voir Larina et Larine.
Sous-famille
Les Larinae sont traditionnellement une sous-famille d'une cinquantaine d'espèces d'oiseaux marins de la famille des Laridae. Dans la classification de Sibley, ce taxon était devenu la tribu des Larini. Ses espèces sont nommées mouettes ou goélands.

## Description
Ce sont pour la plupart des oiseaux de mer, d'assez petite à grande taille (de 25 à 79 cm), au corps massif et au bec puissant ; leurs ailes sont longues, les pieds palmés et la queue généralement arrondie. La plupart des espèces ont le dessous blanc, et le dos et les ailes gris pâle à noir ; quelques-unes ont la tête ornée d'un capuchon foncé en période de nidification.

## Habitats et répartition
Les Larini qui ont une forte philopatrie sont cosmopolites ; on les trouve principalement le long des côtes, mais aussi à l'intérieur des terres dans une large gamme d'habitats, mais proches de l'eau.
Les Larinae regroupent des espèces coloniales qui présentent une forte variabilité du degré de colonialité. Les ornithologues observent un continuum de stratégies allant des espèces quasi solitaires (p. ex. le Goéland marin), aux espèces nichant dans des colonies à très forte densité (p. ex. le Goéland railleur).

## Position systématique
Les dernières études génétiques (Baker et al., 2007) montrent que le genre Rynchops (i.e. la sous-famille Rynchopinae) et les Sterninae ne sont pas des taxons monophylétiques. Au contraire, ils sont intégrés (et mélangés) dans un clade avec les Larinae. Il n'est donc pas possible de les séparer en familles Rynchopidae et Sternidae sans rendre la famille des Laridae paraphylétique.

## Liste alphabétique desgenres
D'après la classification de référence du Congrès ornithologique international, les espèces concernées appartiennent aux genres suivants :
- Chroicocephalus
- Creagrus Bonaparte 1854
- Hydrocoloeus
- Ichthyaetus
- Larus Linnaeus 1758
- Leucophaeus
- Pagophila Kaup 1829
- Rhodostethia MacGillivray 1842
- Rissa Stephens 1826
- Xema Leach 1819